# Desmopachria challeti
Desmopachria challeti är en skalbaggsart som beskrevs av K. B. Miller 2001. Desmopachria challeti ingår i släktet Desmopachria och familjen dykare. Inga underarter finns listade i Catalogue of Life.